# Lisca Bianca
Lisca Bianca est une île italienne, une des îles Éoliennes, appartenant administrativement à Lipari.

## Description
Située à environ 3 km à l'est de Panarea, il s'agit comme les autres rochers qui l'entourent d'un vestige d'anciennes cheminées volcaniques qui s'est formé il y a 130 000 ans. Selon les études, le tout devait former une seule île qui, avec l'érosion, s'est disloqué il y a 10 000 ans. 
Lisca Bianca est constituée par des matières volcaniques telles que la rhyolite et doit sa couleur blanche caractéristique à des modifications chimiquesdues à des fumeroles acides aujourd'hui éteints. L'île a d'ailleurs servi de carrière d'alun.
Déclarée réserve naturelle intégrale en 1991, elle abrite des plantes endémiques telles une variété de camomille que l'on ne peut trouver que sur elle (Anthemis aeolica) ainsi que l'halimione portulacoides, la suaeda vera et la Dianthus rupicola.
Sa faune est composée d'espèces de lézards et de geckos, de charançons et de fourmis moissonneuses. On peut aussi y trouver des nids de goélands argentés.
Elle s'étend sur environ 154 m de longueur pour 57 m de largeur.

## Histoire
Près de l'île dans un fond marin d'une profondeur de 25 à 40 m gît l'épave du Llanishen, un cargo qui a sombré en 1885 et dont la proue et la poupe sont bien conservées. Il s'agit de la seule épave de bateau des îles Éoliennes dont la visite, avec précautions, est autorisée.
En 1960 l'île apparaît brièvement dans le film L'avventura de Michelangelo Antonioni lorsque le personnage d'Anna, interprété par Lea Massari, disparaît au moment où son navire s'y arrête.